# 天主教庫奧特莫克-馬德拉教區
天主教庫奧特莫克-馬德拉教區 （拉丁語：Dioecesis Cuauhtemocensis-Materiensis），是墨西哥一個天主教教區，屬奇瓦瓦總教區。
教區位於奇瓦瓦州西部，教座位於夸烏特莫克城。2006年有教友332,804人，佔總人口86.8%。有廿六個堂區、司鐸卅九人。現任教區主教為若望·威廉·洛佩斯·索托。
馬德拉自治監督區成立於1966年4月25日，1995年11月17日升為教區並易名至今。